# Kelvin Fletcher
Kelvin Warren Fletcher (Oldham, Gran Mánchester; 17 de enero de 1984) es un actor inglés, más conocido por haber interpretado a Andy Sugden en la serie Emmerdale.

## Biografía
Es hijo de Warren y Karen Fletcher, tiene dos hermanos Dean y Brayden Fletcher y una hermanastra la actriz Keeley Forsyth.
Es muy buen amigo de la actriz Sammy Winward y del ahora fallecido actor Clive Hornby.
En 2006 comenzó a salir con Liz Marsland, más tarde en diciembre de 2014 la pareja se comprometió y finalmente se casaron el 28 de noviembre de 2015. El 27 de junio de 2016 se anunció que la pareja estaba esperando a su primer bebé juntos. El 5 de septiembre de 2016 le dieron la bienvenida a su hija, Marnie. Su segundo hijo, Milo, nació en diciembre de 2018. En mayo de 2022 se hizo público que habían tenido gemelos.

## Carrera
Kelvin participó en 24 Hours Emmerdale > EastEnders junto a los actores Tom Lister, James Thorton, Rik Makarem,  el productor Steve November y Ed Gration.
Apareció por primera vez en la serie infantil Charlie Is My Darling donde interpretó a Charlie. 
De 1994 a 1995 apareció en series como Hearbeat, Chiller, Cracker y en Three Seven Eleven donde interpretó a Darren.
El 4 de julio de 1996 se unió al elenco de la exitosa serie británica Emmerdale Farm donde interpretó a Andrew "Andy" Sugden, hasta el 16 de agosto de 2016 después de que su personaje huyera bajo el falso nombre de Brian Moore después de que Chrissie White lo incriminara por el intento de asesinato contra Lawrence.

## Filmografía

### Series de televisión
| Año         | Título             | Personaje   | Notas                             |
| ----------- | ------------------ | ----------- | --------------------------------- |
| 1996 - 2016 | Emmerdale Farm     | Andy Sugden | 1,244 episodios                   |
| 1995        | Hearbeat           | Colin Ellis | episodio "Unfinished Business"    |
| 1995        | Chiller            | Gordon      | episodio "Number Six"             |
| 1994        | Cracker            | Niño        | episodio "The Big Crunch: Part 3" |
| 1994        | Three Seven Eleven | Darren      | 10 episodios                      |

## Premios y nominaciones
| Año  | Categoría                                            | Premio             | Serie          | Resultado |
| ---- | ---------------------------------------------------- | ------------------ | -------------- | --------- |
| 2001 | Spectacualr Scene of the Year (junto a Clive Hornby) | British Soap Award | Emmerdale Farm | Ganadores |
| 1999 | Best Actor                                           | British Soap Award | Emmerdale Farm | Nominado  |
| 1999 | Best Dramatic Performance                            | British Soap Award | Emmerdale Farm | Ganador   |